# Oscar al merito tecnico-scientifico
Il Premio Oscar al merito tecnico-scientifico (Scientific and Engineering Award) è uno dei tre premi Oscar scientifico o tecnico.
Fino alla 50ª edizione veniva chiamato Classe II: Per l'alto livello di ingegneria o al valore tecnico.

## Vincitori e candidati
L'elenco mostra i vincitori di ogni anno. Gli anni indicati sono quelli in cui è stato assegnato il premio. Nel 1933 non è stato assegnato alcun premio. Per maggiori informazioni si veda la voce Cerimonie dei premi Oscar.

### 1930
- 1931
  - Alla Fox Film Corp. per l'uso efficace della sincro proiezione per il compositing (retro proiezione).
- 1932
  - Alla Technicolor Motion Picture corp. per il suo processo per i cartoni animati a colori.
- 1934
  - Alla Electrical Research Products, Inc. per il loro sistema di registrazione e riproduzione ad ampia gamma.
  - Alla RCA-Victor Company, Inc. per il loro sistema di registrazione e riproduzione ad alta fedeltà.
- 1935
  - Alla Electrical Research Products, Inc. per il loro sviluppo del "Vertical Cut Disc Method" per la registrazione dell'audio per i film (hill and dale recording)
- 1936
  - Alla Agfa Ansco Corporation per lo sviluppo della loro pellicola Agfa all'infrarosso.
  - Alla Eastman Kodak Company per lo sviluppo dell'"Eastman Pola-Screen".
- 1937
  - A E. C. Wente e alla Bell Telephone Laboratories per il loro altoparlante a tromba multi cellulare per le alte frequenze.
  - Alla RCA Manufacturing Co., Inc. per il loro stabilizzatore per la testina rotativa dell'audio.
- 1938
  - Alla Walt Disney Productions, Ltd. per la progettazione e l'applicazione in produzione della "Camera Multi-Plane"
  - Alla Eastman Kodak Company per due pellicole a grana fine per la duplicazione.
  - A Farciot Edouart e alla Paramount Pictures, Inc. per lo sviluppo della configurazione della ripresa a doppio schermo trasparente della Paramount.
  - A Douglas Shearer e alla Metro-Goldwyn-Mayer Studio Sound Department per un metodo per variare la larghezza di scansione di tracce sonore a densità variabile (squeeze tracks) allo scopo di ottenere una maggiore quantità di riduzione del rumore.

### 1940
- 1942
  - Alla Electrical Research Products Division della Western Electric per lo sviluppo di un densitometro di precisione a sfera.
  - Alla RCA Manufacturing Company per la progettazione e lo sviluppo del microfono unidirezionale MI-3043.
- 1943
  - A Carroll Clark, F. Thomas Thompson e alla RKO Radio Studio Art e Miniature Departments per la progettazione e la costruzione di una nuvola in movimento e di una macchina dell'orizzonte.
  - A Daniel B. Clark e alla 20th Century-Fox Film Corp. per lo sviluppo di un sistema di calibrazione delle lenti e l'applicazione di questo sistema al controllo dell'esposizione nella cinematografia.
- 1944
  - A Farciot Edouart, Earle Morgan, Barton Thompson e alla Paramount Studio Engineerin e Transparency departments per lo sviluppo e l'applicazione pratica alla produzione di film di un metodo di duplicazione e ampliamento dei colori naturali, trasferendo le emulsioni delle immagini su lastre di vetro per proiettare queste immagini, appositamente progettato per lo stereoscopio.
  - Alla Photo Products Department, E. I. duPont de Nemours and Co., Inc. per lo sviluppo di pellicole cinematografiche a grana fine.
- 1945
  - A Stephen Dunn e alla RKO Radio Studio Sound Department e alla Radio Corporation of America per la progettazione e lo sviluppo di un compressore-limitatore audio elettronico.
- 1948
  - A C. C. Davis e alla Electrical Research Products Division della Western Electric per lo sviluppo e l'applicazione di un migliore meccanismo per i filtri.
  - A C. R. Daily e alla Paramopunt Studio Film Laboratory, Still & Engineering Departments per lo sviluppo e la prima applicazione pratica al cinema e alla fotografia di un metodo per aumentare la velocità di ripresa come suggerito inizialmente dalla E. I. duPont de Nemours & Company.
- 1949
  - A Victor Caccialanza, Maurice Ayers e alla Paramopunt Studio Set Construction Department per lo sviluppo e l'applicazione di "Paralite", un nuovo processo con gesso alleggerito per la costruzione dei set.
  - A Nick Kalten, Louis J. Witte e alla 20th Century-Fox Studio Mechanical Effects Department per un processo di conservazione e resistenza al fuoco del "fogliame".

### 1950
- 1951
  - A James B. Gordon e alla 20th Century-Fox Studio Camera Department per la progettazione e lo sviluppo di un visualizzatore di immagini multiple del film.
  - A John Paul Livadary, Floyd Campbell, L. W. Russell e alla Columbia Studio Sound Department per lo sviluppo di un sistema di registrazione magnetico multi-traccia.
  - A Loren L. Ryder e alla Paramount Studio Sound Department per la prima applicazione di un ampio studio di registrazione sonora magnetica nella produzione di un film.
- 1952
  - A Gordon Jennings, S. L. Stancliffe e alla Paramount Studio Special Photographic e Engineering Departments per la progettazione, costruzione e applicazione di un dispositivo di registrazione e riproduzione servo-azionato.
  - A Olin L. Dupy della Metro-Goldwyn-Mayer Studio per la progettazione, costruzione e applicazione di un sistema di riproduzione di film.
  - Alla Radio Corporation of America, Victor Division per essere stati pionieri nel "direct positive recording with anticipatory noise reduction."
- 1953
  - Alla Technicolor Motion Picture corporation per un metodo migliore per la fotografia di film a colori a colori sotto la luce ad incandescenza.
- 1954
  - Alla Reeves Soundcraft Corporation per il loro sviluppo di un processo di applicazione di strisce di ossido magnetico sulle pellicole cinematografiche per la registrazione e riproduzione del suono.
- 1956
  - Alla Eastman Kodak Co. per la pellicola negativa "Tri-X Panchromatic".
  - A Farciot Edouart, Hal Corl e alla Paramount Studio Transparency Department per la progettazione e lo sviluppo di un proiettore per sfondi doppio-frame, tripla testa.
- 1958
  - Alla Societé d'optique et de Mecanique de Haute Precision per lo sviluppo di una lente fotografica con variazione focale ad alta velocità.
  - A Harlan L. Baumbach, Lorand Wargo, Howard M. Little e alla Unicorn Engineering Corp. per lo sviluppo di un "Automatic Printer Light Selector".
- 1959
  - A Don W. Prideaux, Leroy G. Leighton e alla Lamp Division of General Electric Co. per lo sviluppo e la produzione di una lampada migliorata da 10 kilowatt per l'illuminazione di set cinematografici.
  - Alla Panavision, Inc. per la progettazione e lo sviluppo della lente anamorfica "Auto Panatar" per la fotografia 35mm CinemaScope.

### 1960
- 1960
  - A Douglas Shearer della Metro-Goldwyn-Mayer, Inc. e Robert E. Gottschalk e John R. Moore della Panavision, Inc., per lo sviluppo di un sistema di produzione e di proiezione di film di grande formato conosciuto come "Camera 65".
  - A Wadsworth E. Pohl, William Evans, Werner Hopf, S.E. Howse, Thomas P. Dixon, Stanford Research Institute e alla Technicolor Corp. per la progettazione e lo sviluppo della "Technicolor Electronic Printing Timer".
  - A Wadsworth E. Pohl, Jack Alford, Henry Imus, Joseph Schmit, Paul Fassnacht, Al Lofquist e alla Technicolor Corp. per lo sviluppo e l'applicazione pratica del "wet printing".
  - A Howard S. Coleman, A. Francis Turner, Harold H. Schroeder, James R. Benford e Harold E. Rosenberger della Bausch & Lomb Optical Co. per la progettazione e lo sviluppo dello specchio di proiezione "Balcold".
  - A Robert P. Gutterman della General Kinetics, Inc. e alla Lipsner-Smith Corp. per la progettazione e lo sviluppo del "CF-2 Ultra-Sonic Film Cleaner".
- 1961
  - Alla Ampex Professional Products co. per la produzione di un ben congegnato sistema sonoro multi uso che unisce elevati standard di qualità con la comodità di controllo, funzionamento affidabile e semplificate operazioni di emergenza.
- 1962
  - Alla Sylvania Electric Products, inc. per lo sviluppo di un'unità di illuminazione ad alta potenza portatile nota come "Sun Gun Professional".
  - A James Dale, S. Wilson, H.E. RICE, John Rude, Laurie Atkin, Wadsworth E. Pohl, H. Peasgood a alla Technicolor Corp. per un processo automatico di stampa selettiva.
  - Alla 20th Century-Fox Research Department, sotto la direzione di E.I. Sponable e Herbert E. Bragg, i Deluxe Laboratories, inc. con l'assistenza di F.D. Leslie, R.D. Whitmore, A.A. Alden, Endel Pool e James B. Gordon per un sistema di compressione e ricomposizione delle immagini CinemaScope per proporzioni tradizionali.
- 1963
  - A Ralph Chapman per la progettazione e lo sviluppo di un'avanzata gru per cineprese.
  - A Albert S. Pratt, James L. Wassell e Hans C. Wohlrab della Professional Equipment Division of Bell & Howell Co. per la progettazione e lo sviluppo di una nuova e migliorata stampante a colori automatica per il "motion picture additive".
  - Alla North American Philips co. inc. per la progettazione e ingegnerizzazione del proiettore "Norelco Universal 70/35mm".
  - A Charles E. Sutter, William Bryson Smith e Louis C. Kennell della Paramount Pictures Corp. per l'ingegnerizzazione e l'applicazione alla produzione dei film di un nuovo sistema di distribuzione dell'energia elettrica.
- 1965
  - A Sidney P. Solow, Edward H. Reichard, Carl W. Hauge e Job Sanderson della Consolidated Film Industries per la progettazione e lo sviluppo di una versatile stampante automatica a colori 35 mm per il "Composite".
  - A Pierre Angenieux per lo sviluppo di uno zoom dieci a uno per la cinematografia.
- 1966
  - A Arthur J. Hatch della Strong Electric Corporation sussidiaria della General Precision Equipment Corporation per la progettazione e lo sviluppo di una lampada ad arco a carbone ad aria soffiata.
  - A Stefan Kudelski per la progettazione e lo sviluppo del sistema di registrazione portatile con nastri da 1/4 di pollice Nagra per la registrazione del sonoro cinematografico.
- 1967
  - Alla Mitchell Camera Corporation per la progettazione e lo sviluppo della cinepresa portatile 35 mm reflex "Mitchell Mark II".
  - Alla Arnold & Richter kg per la progettazione e lo sviluppo della cinepresa portatile 35 mm reflex "Arriflex".
- 1969
  - A Donald W. Norwood per la progettazione e lo sviluppo dell'esposimetro fotografico "Norwood".
  - Alla Eastman Kodak Company e alla Producers Service Company per lo sviluppo di una nuova stampante a riduzione ottica ad alta velocità.
  - A Edmund M. Di Giulio, Niels G. Petersen e Norman S. Hughes della Cinema Product Development Company per la progettazione e l'applicazione di una conversione che rende disponibile il sistema di visione per le cineprese reflex.
  - All'Optical Coating Laboratories, inc. per lo sviluppo di un migliore trattamento antiriflesso per lenti fotografiche e di proiezione.
  - Alla Eastman Kodak Company per l'introduzione di una nuova pellicola negativa a colori ad alta velocità.
  - Alla Panavision, Incorporated, per la concezione, e l'introduzione di una cinepresa 65 millimetri portatile.
  - Alla Todd-AO e alla Mitchell Camera Company per la progettazione e l'ingegnerizzazione della cinepresa Todd-AO portatile.

### 1970
- 1970
  - Alla Hazeltine Corporation per la progettazione e lo sviluppo dell'analizzatore per film a colori Hazeltine.
  - A Fouad Said per la progettazione e l'introduzione della serie di camion per attrezzature "Cinemobile" per lo spostamento delle produzioni cinematografiche.
  - A Juan De La Cierva e alla Dynasciences Corporation per la progettazione e lo sviluppo del compensatore ottico di immagine "Dynalensfor".
- 1971
  - A Leonard Sokolow e Edward H. Reichard della Consolidated Film Industries per il concetto e l'ingegnerizzazione della stampante per prove colore per film.
- 1972
  - A John N. Wilkinson della Optical Radiation Corporation per lo sviluppo e l'ingegnerizzazione di un sistema di lampade ad arco allo xeno per la proiezione dei film.
- 1973
  - A Joseph E. Bluth per la ricerca e lo sviluppo nel campo della fotografia elettronica e il trasferimento di video tape su pellicola cinematografica.
  - A Edward H. Reichard e Howard T. La Zare della Consolidated Film Industries, e a Edward Efron della IBM per la progettazione di un sistema computerizzato di controllo della "light valve" per la stampa dei film.
  - Alla Panavision, Incorporated, per lo sviluppo e l'ingegnerizzazione della cinepresa Panaflex.
- 1974
  - A Joachim Gerb e Erich Kastner della The Arnold and Richter Company per lo sviluppo e l'ingegnerizzazione della cinepresa "Arriflex 35BL".
  - Alla Magna-Tech Electronic co., inc per la progettazione e lo sviluppo di un sistema di ri-registrazione ad alta velocità per la produzione dei film.
  - A William W. Valliant della PSC Technology Inc. Howard F. Ott della Eastman Kodak Company e Gerry Diebold della Richmark Camera Service Inc. per lo sviluppo di un sistema "liquid-gate" per stampanti cinematografiche.
  - A Harold A. Scheib, Clifford H. Ellis e Roger W. Banks della Research Products Incorporated per la concezione e l'ingegnerizzazione della stampante ottica per effetti speciali "Modello 2101".
- 1975
  - A Joseph D. Kelly della Glen Glenn Sound per la progettazione delle nuove console di controllo audio che hanno fatto avanzare lo stato dell'arte della registrazione del suono per la produzione dei film.
  - Ai The Burbank Studios Sound Department per la progettazione della nuova console di controllo audio ingegnerizzata e costruita dalla Quad-Eight Sound Corporation.
  - A Samuel Goldwin Studios Sound Department per la progettazione della nuova console di controllo audio ingegnerizzata e costruita dalla Quad-Eight Sound Corporation.
  - Alla Quad-Eight Sound Corporation per l'ingegnerizzazione e costruzione di una nuova console di controllo audio progettato da The Burbank Studios Sound Department e da Samuel Goldwin Studios Sound Department.
  - A Waldon O. Watson, Richard J. Stumpf, Robert J. Leonard e alla Universal City Studios Sound Department per lo sviluppo e l'ingegnerizzazione del sistema "Sensurround".
- 1976
  - A Chadwell O'Connor dei O'Connor Engineering Laboratories per la concezione e la progettazione di una testa per cinepresa smorzata a fluido per la fotografia cinematografica.
  - A Wiliam F. Miner della Universal City Studios, Inc. e alla Westinghouse Electric Corporation per lo sviluppo e ingegnerizzazione di un raddrizzatore di corrente continua a stato solido da 500 kilowatt per l'illuminazione nelle produzioni.
- 1977
  - Alla Consolidated Film Industries e alla Barnebey-Cheney Company per lo sviluppo di un sistema per il recupero dei vapori dei solventi usati per la pulizia delle pellicole nei laboratori cinematografici.
  - A William L. Graham, Manfred G. Michelson, Geoffrey F. Norman e a Siegfried Seibert della Technicolor per lo sviluppo e l'ingegnerizzazione di un sistema di stampa per pellicole a colori continua e ad alta velocità.
- 1978
  - A Joseph D. Kelly, Emory M. Cohen, Barry K. Henley, Hammond H. Holt and John Agalsoff dei Glen Glenn Sound per il concetto e lo sviluppo di un sistema elaborazione audio per la post-produzione per i film.
  - Alla Panavision, Incorporated per il concetto e l'ingegnerizzazione dei miglioramenti incorporati nella cinepresa "Panaflex".
  - A N. Paul Kenworthy jr. e William R. Latady per l'invenzione e lo sviluppo del "Kenworthy Snorkel Camera System" per la fotografia cinematografica.
  - A John C. Dykstra per lo sviluppo di un impianto unico orientato alla fotografia degli effetti visivi, e ad Alvah J. Miller e Jerry Jeffress per l'ingegnerizzazione del sistema elettronico di controllo del movimento utilizzato in concerto all'esposizione multipla negli effetti visivi cinematografici.
  - Alla Eastman Kodak Company per lo sviluppo e l'introduzione di una nuova pellicola per duplicati dei film.
  - A Stefan Kudelski della Nagra Magnetic Recorders, Incorporated, per l'ingegnerizzazione dei miglioramenti incorporati nel registratore audio "Nagra 4.2L" per la produzione dei film.
- 1979
  - A Ray M. Dolby, Ioan R. Allen, David P. Robinson, Stephen M. Katz e Philip S. J. Boole dei Dolby Laboratories, Incorporated per lo sviluppo e l'implementazione di un miglior sistema di registrazione e riproduzione del suono per la produzione e l'esibizione dei film.

### 1980
- 1980
  - Alla Neiman-Tillar Associates per lo sviluppo creativo e alla Mini-Micro Systems Incorporated per la progettazione e ingegnerizzazione di un sistema audio automatico a controllo computerizzato, sistema ("ACCESS") per la post-produzione cinematografica.
- 1981
  - A Jean-Marie Lavalou, Alain Masseron e David Samuelson della Samuelson Alga Cinema S.A. e alla Samuelson Film Service Limited per la progettazione e lo sviluppo della gru per cineprese "Louma Camera Crane" e il sistema di controllo remoto per la produzione dei film.
  - A Edward B. Krause della Filmline Corporation per la progettazione e la fabbricazione del "micro-demand drive" per i processori continui per pellicole.
  - A Ross Taylor per il concetto e lo sviluppo di un sistema di pistole ad aria per lanciare oggetti usati nella produzione di effetti speciali nei film.
  - A Bernhard Kühl e a Werner Block della OSRAM GmbH per la progressiva progettazione e produzione della fonte di luce "OSRAM HMI" per la fotografia a colori del film.
  - A David A. Grafton per la progettazione e l'ingegnerizzazione di una lente anamorfica telecentrica per stampanti ottiche per effetti speciali nei film.
- 1982
  - A Nelson Tyler per il progressivo sviluppo e il miglioramento della piattaforma per cineprese "Tyler Helicopter".
  - A Leonard Sokolow per il concetto e la progettazione e a Howard T. Lazare per lo sviluppo del visualizzatore di pellicole "Consolidated Film Industries' Stroboscan".
  - A Richard Edlund e alla Industrial Light and Magic Incorporated Per il concetto e la progettazione di un "beam-splitter optical composite motion picture printer".
  - A Richard Edlund e alla Industrial Light and Magic Incorporated per la progettazione del sistema "Empire Camera Motion Picture".
  - A Edward J. Blasko e a Roderick T. Ryan della Eastman Kodak Company per l'applicazione del "Prostar Microfilm Processor" ai titoli dei film e alla produzione degli effetti speciali ottici.
- 1983
  - A Colin F. Mossman e ai The Research and Development Group of Rank Film Laboratories London per la progettazione e l'implementazione di un sistema di stampa da 4.000 metri per i laboratori cinematografici.
  - A Sante Zelli e Salvatore Zelli della Elemack Italia S.r.l. Rome Italy per l'ingegnerizzazione, lo progettazione e lo sviluppo continuo che ha portato al "Elemack Camera Dolly System" per la produzione dei film.
  - A Leonard Chapman per la progettazione, sviluppo e produzione del "PeeWee Camera Dolly" per la produzione dei film.
  - A Mohammad S. Nozari della Minnesota Mining and Manufacturing Company per la ricerca e lo sviluppo del rivestimento protettivo per pellicole cinematografiche "3M Photogard".
  - A Brianne Murphy e Donald Schisler della Mitchell Insert Systems Incorporated per la concezione, progettazione e produzione del "MISI Camera Insert Car and Process Trailer".
  - A Jacobus L. Dimmers per la progettazione e la fabbricazione del trasduttore magnetico "Enterprises Teccon" per la registrazione e la riproduzione del suono nei film.
- 1984
  - A Jonathan Erland e Roger Dorney della Apogee Incorporated per la progettazione e lo sviluppo del processo per il processo di "bluescreen traveling matte" per gli effetti speciali fotografici.
  - A Gerald L. Turpin della Lightflex International Limited per l'ingegnerizzazione, la progettazione e lo sviluppo di un dispositivo bordo camere che fornisce la regolazione del contrasto, senza luce di riempimento ed effetti speciali per la fotografia cinematografica.
  - A Gunnar P. Michelson per la progettazione e lo sviluppo di una migliore "light valve", elettronica, precisa e ad alta velocità per l'impiego in macchine da stampa cinematografiche.
- 1985
  - A Donald A. Anderson e Diana Reiners della 3M Company per lo sviluppo del "Cinetrak Magnetic Film #350/351" per la registrazione del sonoro dei film.
  - A Barry M. Stultz, Ruben Avila e Wes Kennedy della Film Processing Corporation per lo sviluppo dell'"FPC 200 PB Fullcoat Magnetic" per la registrazione del sonoro dei film.
  - A Barry M. Stultz, Ruben Avila e Wes Kennedy della Film Processing Corporation per la formulazione e l'applicazione di una migliore pista sonora alle pellicole da 70 mm, e a John Mosely per la ricerca ingegneristica a cui ha partecipato.
  - A Kenneth Richter della Richter Cine Equipment per la progettazione e ingegnerizzazione dell'"R-2 Auto-Collimator" per esaminare la qualità dell'immagine sul piano focale delle lenti cinematografiche della camera.
  - A Günther Schaidt e ai Rosco Laboratories Incorporated, per lo sviluppo di un migliore liquido non-tossico per creare effetti di nebbia e fumo per la produzione dei film.
  - To John Whitney jr. e Gary Demos della Digital Productions Incorporated per la simulazione pratica della fotografia cinematografica per mezzo di immagini generate al computer.
- 1986
  - Alla IMAX Systems Corporation per un metodo per filmare e mostrare ad alta fedeltà e grande formato i film.
  - A Ernst Nettmann della E.F. Nettmann & Associates per l'invenzione e a Edward Phillips e Carlos Demattos del Matthews Studio Equipment Inc. per lo sviluppo del "Cam-Remote" per la fotografia cinematografica.
  - A Myron Gordin, Joe P. Crookham, Jim Drost e David Crookham della Musco Mobile Lighting Ltd. per l'invenzione di un metodo di trasporto regolabile, apparecchi di illuminazione ad alta intensità e la loro applicazione per l'industria cinematografica.
- 1987
  - A Bran Ferren, Charles Harrison e Kenneth Wisner della Associates and Ferren per il concetto e la progettazione di una stampante ottica avanzata.
  - A Richard Benjamin Grant e Ron Grant della Auricle Control Systems per la loro invenzione del "Film Composer's Time Processor".
  - A Anthony D. Bruno e John L. Baptista della Metro-Goldwyn-Mayer Laboratories Incorporated e a Manfred G. Michelson e Bruce W. Keller della Technical Film Systems Incorporated per la progettazione e ingegnerizzazione di una stampante ad alimentazione continua.
  - A Robert Greenberg, Joel Hynek ed Eugene Mamut della R/Greenberg Associates Incorporated e ad Alfred Thumim, Elan Lipschitz e Darryl A. Armour dell'Oxberry Division della Richmark Camera Service Incorporated per la progettazione e lo sviluppo della stampante ottica "RGA/Oxberry Compu-Quad Special Effects".
  - A Fritz Sennheiser della Sennheiser Electronic Corporation per l'invenzione di un microfono direzionale con tubo a interferenza.
  - A Richard Edlund, Gene Whiteman, David Grafton, Mark West, Jerry Jeffress e Bob Wilcox della Boss Film Corporation per la progettazione e lo sviluppo della stampante ottica 65 mm Zoom Aerial (ZAP).
  - A William L. Fredrick e Hal Needham per la progettazione e lo sviluppo della gru e della camera-car "Shotmaker Elite".
- 1988
  - A Willi Burth e alla Kinotone Corporation per l'invenzione e lo sviluppo del sistema "Non-rewind Platter" per la presentazione dei film.
  - Al Montage Group ltd per lo sviluppo e a Ronald C. Barker e Chester L. Schuler per l'invenzione del sistema di montaggio elettronico "Montage Picture Processor".
  - A Colin F. Mossman e alla Rank Film Laboratories' Development Group per la creazione di un sistema di movimentazione della pellicola completamente automatizzato per migliorare la produttività della lavorazione delle pellicole ad alta velocità.
  - Alla Eastman Kodak Company per lo sviluppo della pellicola negativa a colori ad alta velocità per luce diurna "5297/7297".
  - Alla Eastman Kodak Company per lo sviluppo della pellicola negativa a colori ad alta velocità "5295" per la fotografia "blue-screen traveling matte".
  - A Fritz Gabriel Bauer per l'invenzione e lo sviluppo del sistema "Moviecam" con caratteristiche migliorate.
  - A Zoran Perisic della Courier Films ltd per il sistema di proiezione frontale a doppio zoom "Zoptic" per gli effetti visivi fotografici.
  - Alla Carl Zeiss Company per la progettazione e lo sviluppo di una serie di lenti super-veloci per la fotografia cinematografica.
- 1989
  - A Roy W. Edwards e all'Engineering Staff della Phoyo-Sonics Incorporated per la progettazione e lo sviluppo della cinepresa ad alta velocità "Photo-Sonics 35mm 4ER" con mirino reflex e "Video Assist".
  - All'Engineering Staff della Arnold & Richter, Otto Blaschek e alla Arriflex Corporation per il concetto e l'ingegnerizzazione della cinepresa "Arriflex 35-3".
  - A Bill Tondreau della Tondreau Systems, ad Alvah Miller e Paul Johnson della Lynx Robotics, a Peter A. Regla della Elicon, a Dan Slater, a Bud Elam, Joe Parker e Bill Bryan della Interactive Motion Control, e a Jerry Jeffress, Ray Feeney, Bill Holland e Kris Brown per i loro contributi individuali e collettivi dei progressi che hanno portato all'industria cinematografica nel campo della tecnologia del motion control.

### 1990
- 1990
  - A James Ketcham della JSK Engineering per l'eccellenza nella progettazione e l'ampia adattabilità del sistema "SDA521B Advance / Retard" per la dupicazione della pista sonora magnetica.
  - A J. Noxon Leavitt, per l'invenzione e alla Istec Incorporated, per lo sviluppo continuo del "Wescam Stabilized Camera System".
  - A Geoffrey H. Williamson della Wilcam Photo Research Incorporated per la progettazione e lo sviluppo e a Robert D. Auguste per la progettazione e sviluppo dell'elettronica della "Wilcam W-7 200 frames-per-second VistaVision Rotating Mirror Reflex Camera".
  - A J. L. Fischer della J. L. Fisher Incorporated per la progettazione e la fabbricazione di una piccola piattaforma mobile per cinepresa (dolly) conosciuta come "Fisher Model Ten Dolly".
  - A Klaus Resch per la progettazione, Erich Fitz e alla Fgv Schmidle & Fitz per lo sviluppo della "Super Panther MS-180 Camera Dolly".
- 1991
  - A Bruce Wilton e Carlos Icinkoff della Mechanical Concepts Incorporated per lo sviluppo del "Mechanical Concepts Optical Printer Platform"[1].
  - All'Engineering Department della Arnold & Richter per i continui miglioramenti del design della "Arriflex BL Camera System" culminata con il modello "35BL-4S".
  - Alla Fuji Photo Film Company Limited per lo sviluppo delle pellicole per negativi a colori "F-Series" che copre la gamma di velocità della pellicola da EI 64 a EI 500.
  - A Manfred G. Michelson della Technical Film Systems Incorporated per la progettazione e lo sviluppo del primo sistema di trasporto della pellicola a pignone per processore di pellicola a colori che consente velocità di trasporto superiori ai 600 piedi al minuto.
  - A John W. Lang, Walter Hrastnik e Charles J. Watson della Bell and Howell Company per lo sviluppo e la produzione di una stampante a contatto per film modulare e continua.
- 1992
  - A Iain Neil per la progettazione ottica ad Albert Saiki per la progettazione meccanica alla Panavision, Incorporated per la concezione e lo sviluppo dello zoom "Primo" per la cinematografia in 35 mm.
  - A Georg Thoma per la progettazione a Heinz Feierlein e all'Engineering Department della Sachtler Ag per lo sviluppo di una gamma di teste per treppiedi a fluido.
  - A Harry J. Baker per la progettazione e lo sviluppo della prima testa per treppiede ad azione totalmente fluida con il grado di resistenza viscosa regolabile.
  - A Guido Cartoni per il suo lavoro pionieristico nello sviluppo della tecnologia per raggiungere selezionabili e ripetibili moduli a resistenza viscosa per la testa dei treppiedi a fluido.
  - A Ray Feeney, Richard Keeney e Richard J. Lundell per lo sviluppo del software e l'adattamento del "Solitaire Film Recorder " che fornisce un sistema di registrazione flessibile e conveniente.
  - A Faz Fazakas, Brian Henson, Dave Housman, Peter Miller e John Stephenson per lo sviluppo del "Henson Performance Control System"[2].
  - A Mario Celso per il suo lavoro pionieristico per la progettazione, sviluppo e produzione di alimentatori e accenditori per dispositivi ad arco di carbone e xenon usati nella proiezione dei film.
  - A Randy Cartwright, David B. Coons, Lem Davis, Thomas Hahn, James Houston, Mark Kimball, Dylan W. Kohler, Peter Nye, Michael Shantzis, David F. Wolf e alla Walt Disney Feature Animation Department per la progettazione e lo sviluppo del sistema produttivo "CAPS" per lungometraggi di animazione[3].
  - A George Worrall per la progettazione, sviluppo e produzione della testa della camera a ingranaggi "Worrall" per la produzione dei film.
- 1993
  - A Loren Carpenter, Rob Cook, Ed Catmull, Tom Porter, Pat Hanrahan, Tony Apodaca e Darwyn Peachey per lo sviluppo del software RenderMan che produce immagini usate nei film da forme 3D create al computer.
  - A Claus Wiedemann e Robert Orban per la progettazione e alla Dolby Laboratories per lo sviluppo del "Dolby Labs Container".
  - A Ken Bates per la progettazione e lo sviluppo del "Bates Decelerator System" un modo sicuro e preciso per arrestare la discesa degli stuntman in caduta libera[4].
  - A Al Mayer per la progettazione della cinepresa a Iain Neil e George Kraemer per la progettazione ottica a Hans Spirawski e Bill Eslick per la progettazione opto meccanica e a Don Eearl per il supporto tecnico nello sviluppo della cinepresa "Panavision System 65 Studio Sync Sound Reflex Camera" per film in 65 mm.
  - A Douglas Trumbull per il concetto a Geoffrey H. Williamson per la progettazione del movimento a Robert D. Auguste per la progettazione elettronica e a Edmund M. Di Giulio per la progettazione del sistema della "CP-65 Showscan Camera System" per film in 65 mm.
  - Alla Arnold & Richter, Otto Blaschek e all'Engineering Department della Arri Austria per la progettazione e lo sviluppo della "Arriflex 765 Camera System" per film in 65 mm.
- 1994
  - A Mark Leather, Les Dittert, Douglas Smythe e George Joblove della LucasFilm[5] per il concetto e lo sviluppo del "Digital Motion Picture Retouching System" per la rimozione delle attrezzature visibili e degli artefatti dovuti a sporcizia/danni dalle immagini filmate.
  - A Fritz Gabriel Bauer per la progettazione, lo sviluppo e la fabbricazione del sistema di ripresa a 35 mm "Moviecam Compact Modular"[6].
- 1995
  - A Gary Demos e Dan Cameron della Information International, a David DiFrancesco and Gary Starkweather della Pixar e a Scott Squires della Industrial Light & Magic per il loro lavoro pionieristico nel campo della scansione delle pellicole.
  - A Ray Feeney, Will McCown e Bill Bishop della RFX Inc. e a Les Dittert della Pacific Data Images per il loro lavoro sullo sviluppo su sistemi di scansione delle pellicole basate su CCD.
  - A Lincoln Hu e Michael MacKenzie della Industrial Light & Magic e a Glenn Kennel e Mike Davis della Eastman Kodak per il loro lavoro di sviluppo congiunto su un sistema di scansione delle pellicole basato su un CCD lineare.
  - A Iain Neil per la progettazione ottica, Al Saiki per la progettazione meccanica e alla Panavision International L.P. per lo sviluppo dell'ottica "Panavision 11:1 Primo Zoom Lens" per la fotografia cinematografica[7].
  - A James Ketcham della JSK Engineering per il concetto e lo sviluppo del "motion controller" per il "synchronizing sprocketed film with time-code based machines" basato su microprocessore MC211.
  - A William J. Warner ed Eric C. Peters per il concetto, a Michael E. Phillips e Tom A. Ohanian per la progettazione del sistema e a Patrick D. O'Connor e Joe H. Rice per l'ingegnerizzazione dell'"Avid Film Composer" per il montaggio cinematografico.
  - A Paul Bamborough per il concetto, a Nick Pollack e Arthur Wright per lo sviluppo hardware, e a Neil Harris e Duncan MacLean per lo sviluppo software del The Lightworks Editor per il montaggio cinematografico.
  - A George Sauve, Bill Bishop, Arpag Dadourian, Ray Feeney e Richard Patterson per l'implementazione del software "Cinefusion" dell'"Ultimatte Blue Screen Compositing Technology".
- 1996
  - Alla Arnold & Richter Cine Technik per lo sviluppo della serie di cineprese Arriflex 535.
  - Alla Digital Theater System per la progettazione e lo sviluppo del "DTS Digital Sound System" per l'esibizione dei film.
  - Alla Dolby Laboratories per la progettazione e lo sviluppo dell'"SR-D Digital Sound System" per l'esibizione dei film.
  - Alla Sony Corporation per la progettazione e lo sviluppo dell'"SDDS Digital Sound System" per l'esibizione dei film.
  - A Howard Flemming e Ronald Uhlig per il loro lavoro pionieristico che ha portato all'audio digitale nel cinema.
  - A Ronad C. Goodman, Attila Szalay, Steven Sass e alla Spacecam System Inc. per la progettazione della "SpaceCam", sistema per camere stabilizzato giroscopicamente.
  - A Colin Mossman, Joe Wary, Hans Leisinger, Gerald Painter e alla Deluxe Laboratories per la progettazione e lo sviluppo della "Deluxe Quad Format Digital Sound Printing Head".
  - A David Gilmartin, Johannes Borggrebe, Jean-Pierre Gagnon, Frank Ricotta e alla Technicolor Inc. per la progettazione e lo sviluppo della "Technicolor Contact Printer Sound Head".
  - A Iain Neil per la progettazione ottica a Rick Gelbard per la progettazione meccanica a Eric Dubberke per l'ingegnerizzazione e alla Panavision International L.P. per lo sviluppo dell'ottica "Primo 3:1 Zoom Lens"[8].
  - A Martin S. Mueller per la progettazione e lo sviluppo dell'"MSM 9801 IMAX 65mm/15 perf production motion picture camera".
  - A Alvy Ray Smith, Ed Catmull, Thomas Porter e Tom Duff per le loro invenzioni pionieristiche nel campo del compositing digitale delle immagini.
- 1997
  - A John Schlag, Brian Knep, Zoran Kacic-Alesic a Thomas Williams per lo sviluppo di Viewpaint 3D Paint System per la produzione dei film.
  - A William Reeves per il concetto originale e lo sviluppo di sistemi particellari usato per creare effetti visivi computerizzati nei film.
  - A Jim Hourihan per la progettazione principale e lo sviluppo del sistema particellare interattivo controllato dal linguaggio incorporato nel software Dynamation.
  - A Jonathan Erland e Kay Beving Erland per lo sviluppo del "Digital Series Traveling Matte Backing System" usato per il compositing nei film.
- 1998
  - A William Kovacs per la sua guida creativa e Roy Hall per i suoi sforzi di ingegneria che hanno portato al sistema di computer grafica "Wavefront Advanced Visualizer".
  - A John Gibson, Rob Krieger, Milan Novacek, Glen Ozymok e Dave Springer per lo sviluppo del componente di modellazione geometrica dell'"Alias PowerAnimator System".
  - A Dominique Boisvert, Réjean Gagné, Daniel Langlois e RichardD Laperriere per lo sviluppo del componente di animazione "Actor" del sistema di animazione computerizzata della Softimage.
  - A Eben Ostby, William Reeves, Samuel J. Leffler e Tom Duff per lo sviluppo del sistema di animazione computerizzata "Marionette Three-Dimensional".
  - A Craig W. Reynolds per il suo contributo pionieristico per lo sviluppo dell'animazione computeriiza tridimensionale per i film.
  - A Richard Shoup, Alvy Ray Smith e Thomas Porter per i loro sforzi pionieristici nello sviluppo del sistema di pittura digitale usato nelle produzioni dei film.
  - A Kirk Handley, Ray Meluch, Scott Robinson, Wilson H. Allen e John Neary per la progettazione, lo sviluppo e l'implementazione del "Dolby CP500 Digital Cinema Processor".
  - A Joel W. Johnson degli O'Connor Laboratories per il miglioramento del design unico della tecnica della testa fluida controbilanciata come usata nel loro "Model 2575".
  - A Al Jensen, Chuck Headley, Jean Messner e Hazem Nabulsi della CEI Technology per la produzione della camera Color Video-Assist autonoma senza sfarfallio.
- 2025
  - Curt O. Schaller per il concetto, la progettazione e lo sviluppo del sistema Trinity-2[9][10][11][12] e Roman Foltyn per la progettazione software e hardware della sua testa stabilizzata motorizzata.[13]